# Chlorion hirtum
Chlorion hirtum är en biart som först beskrevs av Kohl 1885.  Chlorion hirtum ingår i släktet Chlorion och familjen grävsteklar. Inga underarter finns listade i Catalogue of Life.